# Лопес Фонтана, Хуан
Хуа́н Ло́пес Фонта́на (исп. Juan López Fontana; 15 марта 1908, Монтевидео — 4 октября 1983, Монтевидео) — уругвайский футбольный тренер, приведший сборную Уругвая к победе на чемпионате мира в 1950 году. Возглавлял сборную Уругвая трижды — в 1946—1949, 1949—1955, 1957—1959 годах. За это время руководил сборной также на чемпионатах Южной Америки 1947 и 1957 годов, и на чемпионате мира 1954 года, где Уругвай занял четвёртое место.

## Биография
Лопес родился в районе Монтевидео Баррио-Палермо. Будучи медиком в клубе «Сентраль» (ныне — «Сентраль Эспаньол»), познакомился с Альберто Суппичи (главным тренером сборной Уругвая на чемпионате мира 1930 года), у которого обучился тренерским навыкам.
В 1950 году на чемпионате мира важнейшей заслугой Лопеса стало не столько сама тренерская деятельность, сколько успешное взаимодействие с двумя лидерами команды — Обдулио Варелой и Роке Масполи. С 1952 по 1955 год параллельно возглавлял «Пеньяроль», который дважды привёл к титулу чемпионов Уругвая.
Спустя 4 года Уругвай вновь под руководством Лопеса вошёл в число четырёх сильнейших сборных мира. Однако мало известен тот факт, что ещё на протяжении ещё трёх чемпионатов (1962—1970) Хуан Лопес входил в тренерский штаб национальной сборной, хотя руководили ей другие специалисты. Таким образом, Хуан Лопес является одним из самых выдающихся тренеров в истории уругвайского и всего мирового футбола.
В 1959 году на втором чемпионате Южной Америки за календарный год, прошедшем в Эквадоре, уругвайский специалист привёл хозяев первенства к четвёртому месту. Несмотря на то, что в первенстве участвовали лишь 5 сборных и для этого результата «трёхцветным» удалось обогнать лишь сборную Парагвая, подобный результат Эквадор смог повторить лишь однажды, в 1993 году.

## Трофеи в качестве тренера
- Чемпион мира (1): 1950
  - 4-е место на чемпионате мира (1): 1954
- Чемпион Уругвая (2): 1953, 1954